# Hidromotor
Hidromotór je naprava, sestavljena iz ohišja ter enega ali več rotorjev. Namen hidromotorja je pretvarjati energijo, prenešeno s tekočino, v navor.
Hidromotorji so lahko nastavljivi, kar pomeni da se jim lahko nastavlja izstisljivost, ta se na načrtu delovanja prepozna po simbolu prečrtanim s puščico. Delijo se po:
- smeri delovanja: enosmerni, dvosmerni in
- uporabnosti kot črpalka, kar pomeni da je mogoče sam hidromotor uporabljati kot črpalko, če bi le ta preko svoje gredi sprejemal navor.

## Tekočine
Za pogon hidromotorjev in v hidravliki nasploh, se uporabljajo mineralna olja z dobrimi mazalnimi značilnostmi, visokim vreliščem, ne smejo se peniti, morebitni mehurčki se morajo hitro izločiti.
Obstaja tudi vodna hidravlika, kjer je medij 5 ali manj odstotna emulzija. Slednja se uporablja v delovnih območjih, kjer so zelo visoke temperature, ki bi povzročile ogromno škodo, če bi prišle v stik s samim hidravličnim oljem.